# 第12回全日本実業団対抗駅伝競走大会
第12回全日本実業団対抗駅伝競走大会（だい12かいぜんにほんじつぎょうだんたいこうえきでんきょうそうたいかい）は1967年12月17日に三重県で開催された全日本実業団対抗駅伝競走大会である。

## 概要
レースは1区で初出場の九州電工・高橋英雄が首位に立つと、そのまま上位をキープ。5区で佐々木精一郎が区間新を記録し再び首位に立った。しかし最終7区で電電中国・片山勝が猛追、ついに九州電工を抜き去って、電電中国が5回目の出場で初優勝となった。2位は2大会連続で倉敷レーヨン、終盤まで健闘した九州電工が3位。一方4連覇を狙った旭化成は、序盤の遅れが響いて4位に終わった。

## 出場チーム
- 旭化成（5大会連続6回目）
- 今仙電機（初出場）
- 川崎重工（初出場）
- 九州電工（初出場）
- 倉敷レーヨン（3大会連続9回目）
- 黒崎窯業（2大会連続3回目）
- 神戸製鋼（12大会連続12回目）
- 新電元工業（初出場）
- 鈴木自動車（6大会連続6回目）
- 住友金属（2大会連続8回目）
- 全沖縄（5大会ぶり3回目）[2]
- 全鐘紡（2大会ぶり7回目）
- 中央発條（12大会連続12回目）
- 帝人（3大会ぶり5回目）
- 電電中国（5大会連続5回目）
- 東急（8大会連続8回目）
- 東洋工業（7大会連続7回目）
- 東洋ベアリング（2大会ぶり11回目）
- トヨタ自動車（3大会連続3回目）
- 日本鋼弦（3大会連続3回目）
- 日本電気（初出場）
- 日立造船（2大会ぶり2回目）
- 明治製菓（9大会連続9回目）
- 八幡化学（3大会連続5回目）
- 八幡製鐵（12大会連続12回目）
- リッカー（8大会連続10回目）

## 成績
- 1位　電電中国　4時間14分57秒
- 2位　倉敷レーヨン　4時間15分21秒
- 3位　九州電工　4時間15分51秒
- 4位　旭化成　4時間16分22秒
- 5位　八幡製鐵　4時間17分38秒
- 6位　黒崎窯業　4時間18分56秒
- 7位　鈴木自動車　4時間20分43秒
- 8位　リッカー　4時間21分29秒
- 9位　東洋工業　4時間21分29秒
- 10位　全鐘紡　4時間22分55秒
- 11位　八幡化学　4時間22分55秒
- 12位　東急　4時間23分40秒
- 13位　新電元工業　4時間23分57秒
- 14位　東洋ベアリング　4時間24分17秒
- 15位　神戸製鋼　4時間24分54秒
- 16位　住友金属　4時間24分54秒
- 17位　中央発條　4時間26分27秒
- 18位　帝人　4時間26分35秒
- 19位　トヨタ自動車　4時間26分40秒
- 20位　日本鋼弦　4時間26分47秒
- 21位　日本電気　4時間27分7秒
- 22位　明治製菓　4時間30分
- 23位　日立造船　4時間31分32秒
- 24位　全沖縄　4時間37分30秒
- 25位　川崎重工　4時間39分36秒
- 26位　今仙電機　4時間41分26秒

## 区間賞
※は区間記録更新
- 1区　高橋英雄（九州電工）48分3秒
- 2区　吉田昭雄（黒崎窯業）45分56秒
- 3区　谷村隼美（倉敷レーヨン）30分10秒
- 4区　稲垣清市（旭化成）31分19秒
- 5区　佐々木精一郎（九州電工）45分54秒※
- 6区　田中安徳（旭化成）24分41秒
- 7区　片山勝（電電中国）24分53秒